# ميخائيل هولمز (عازف ساكسفون)
ميخائيل هولمز (بالإنجليزية: Michael Holmes)‏ هو عازف ساكسفون أمريكي، ولد في 1982.